# SaarLorLux

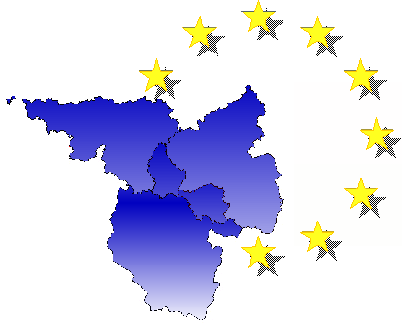
Logotip de l'euroregió

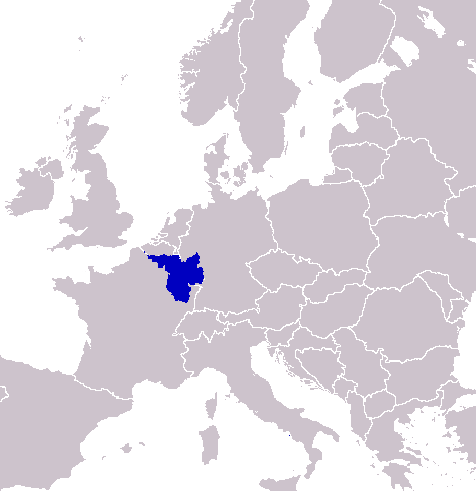
Mapa de l'euroregió SaarLorLux

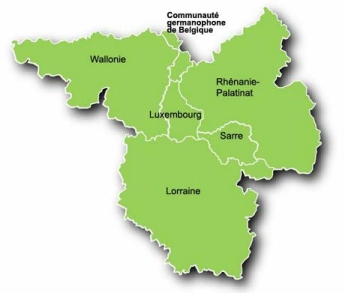
Mapa de la Gran Regió, amb Luxemburg al ceu centre y regions colindants de Bélgica, Alemanya i França

SaarLorLux, Saar-Lor-Lux o Gran Regió, (contracció de Saarland, Lorraine, Luxemburg), és una Euroregió formada per cinc autoritats regionals ubicades en quatre estats europeus diferents. El terme s'ha aplicat també a nombroses col·laboracions de diverses d'aquestes autoritats o de les seves subdivisions, administracions, organitzacions, clubs i persones. Les regions membres representen diferents estructures polítiques: l'Estat sobirà de Luxemburg, la regió belga de Valònia, que comprèn la Comunitat francesa i la Comunitat Germanòfona de Bèlgica, la regió francesa de la Lorena (els departaments francesos de Mosel·la i Meurthe i Mosel·la, i els estats alemanys de Saarland i Renània-Palatinat. Euroregió ocupa una superfície de 65.401 quilòmetres quadrats, amb Luxemburg en el seu centre i que inclou les regions confrontants de Bèlgica, Alemanya i França.

## Components
- Luxemburg
- Valònia
  -  Comunitat Germanòfona de Bèlgica
- Lorena
- Saarland
- Renània-Palatinat

## Organització

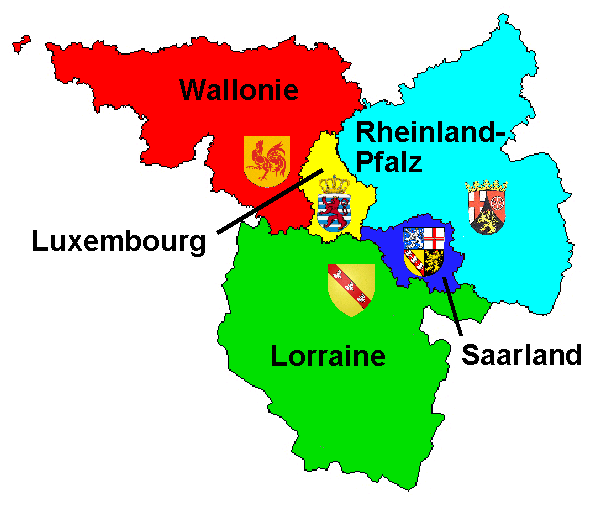
Els membres de SaarLorLux

SaarLorLux gaudeix d'una gran quantitat de cooperació governamental, no governamental i mixta. La cooperació SaarLorLux no és només entre els cinc socis. De fet, la cooperació consisteix en una multitud de col·laboracions individuals, els tractats i les organitzacions. Les cooperacions individuals sovint no estan formades pels seus membres, ja que algunes de les regions no participen en tota la cooperació o estan representats políticament per diferents municipis. Aquestes formes de cooperació han portat a la creació d'una varietat d'organitzacions entre les quals destaquen en l'àmbit polític:

### Cimeres
Se celebren regularment des de 1994 i hi participen:
- Primer ministre de Luxemburg
- Ministre-President de Saarland
- Ministre-President de Renània-Palatinat
- Ministre-President de Valònia
- Ministre-President de la Comunitat Francesa de Bèlgica
- Ministre-President de la Comunitat Germanòfona de Bèlgica
- Prefecte de Lorena
- President del Consell Regional de Lorena
- President del consell general del departament de Mosel·la
- President del consell general del departament de Meurthe i Mosel·la

La conferència d'aquestes cimeres és l'òrgan polític central de cooperació interregional de SaarLorLux.
La seva tasca és la predefinició i la declaració de decisions polítiques generals. La conferència s'ocupa dels problemes i les qüestions relatives a la cooperació i ofereix suggeriments sobre possibles solucions i avenços. Hi ha un grup de delegats dels Estats membres que formen un comitè permanent, capaç de prendre decisions entre les conferències, preparar conferències, traduir les idees generals de les conferències en treball pràctic i controlar els grups de treball nomenats per la Conferència.

### La Comissió regional
És un fòrum per a una gran varietat de temes formada pels dirigents de les cinc regions. Cadascun dels cinc membres hi envia una delegació, encapçalada per un cap de delegació i amb el suport d'un secretari de la delegació. En la delegació francesa hi ha una alta representació de l'Estat central, pel fet que molts dels temes de la comissió són responsabilitat del govern central.
La Comissió Regional es reuneix un cop l'any en una sessió formal amb els documents preparats i resolucions. Les sessions són presidides pel president de la comissió, nomenat per un dels estats membres amb el mandat d'un any. Cada delegació estarà integrada per cinc o deu membres. A més de la sessió oficial els caps de delegació celebren reunions informals, preparades pels secretaris de delegació.
La Comissió Regional no compta amb empleats o fons propis. Les despeses necessàries són pagades directament pels membres. La delegació que proporciona el president també proporciona la mà d'obra necessària.
Hi ha grups de treball, que formen la part operativa de la Comissió Regional, presentant regularment informes a la Comissió Regional. Els seus temes són assumptes econòmics, comunicacions per carretera, transport i comunicacions, medi ambient, afers socials, la cultura, l'educació superior, la planificació regional, el turisme, seguretat i prevenció, educació i planificació regional.
La comissió regional formà un grup de treball amb les agències d'estadístiques i un grup de treball amb l'oficina d'agrimensura.

### Consell Parlamentari Interregional
Està format pels presidents de la Cambra de Diputats de Luxemburg, dels Landtag del Saarland i Renània-Palatinat, del Consell Regional de la Lorena i del Parlament Való.
Aquest consell promourà el paper econòmic, social i cultural de la regió SaarLorLux i tractarà de desenvolupar les perspectives per a la cooperació transfronterera.
Els participants són els cinc presidents i sis membres designats de cada un dels parlaments i assemblees SaarLorLux. Es reuneixen un cop l'any. Hi ha cinc comissions permanents que informen al Consell: la Comissió d'Afers Econòmics, la Comissió d'Afers Socials, la Comissió de Transports i comunicacions, la Comissió de Medi Ambient i Agricultura i el comitè d'educació, capacitació, investigació i cultura

## Geografia
La Gran Regió de Luxemburg està composta pel Gran Ducat de Luxemburg, Valònia, Sarre, Lorena, Renània-Palatinat i la comunitat de parla alemanya de Bèlgica, que abasta una superfície total de 65.401 quilòmetres quadrats i el recorregut de més de 400 quilòmetres d'est a oest i més de 350 quilòmetres de nord a sud. El nord de Valònia i la vall del Rin són parts d'una única cresta de muntanya, que forma una frontera natural entre el nord i nord-est de la Gran Regió. Nombroses grans ciutats i una alta densitat de població així com xarxes de transport influeixen significativament en el disseny d'aquesta part nord. Al sud, per contra, la Gran Regió està connectat amb una diagonal de petita densitat de població i baix dinamisme econòmic que procedeix del centre d'Espanya als plans orientals de la conca de París. Enmig d'aquestes dues regions, l'Euroregió de SaarLorLux constitueix una zona industrial amb moltes aglomeracions urbanes en el centre geomètric de la Gran Regió. Dintre d'aquesta àrea, els eixos densament poblats de les valls del Mosel·la i Saar, i l'àmplia xarxa de transport que connecta aquesta regió central amb les regions perifèriques del Rin, donen continuïtat interna i l'accés essencial per a les regions veïnes.

## Demografia
L'1 de gener de 2013, la Gran Regió de Luxemburg tenia distribuïts els seus 11.435.312 habitants de manera molt desigual entre les seves cinc subregions. Més de la meitat de la població vivia a Renània-Palatinat i Valònia. Solament el 4.26% de la població total viu a Luxemburg, la subregió més petita.
Es preveu una lleugera disminució de la població total de la Gran Regió per a l'any 2030. Tanmateix, hi ha diferències importants en l'evolució prevista de les poblacions de les diferents subregions. Per exemple, Luxemburg experimentarà un increment del 0.25%, mentre que una disminució del 0.11% està prevista per a l'estat alemany de Saarland.

## Economia
L'economia es caracteritza per un alt nombre de viatgers diaris: en 2007-08 n'hi va haver 164.000 en total, dels quals 132.000 treballaven a Luxemburg. Problemes econòmics comuns que sorgeixen dels canvis dràstics en les zones mineres de carbó i industrials dels quatre països han portat a la creació d'una comunitat d'interessos per al desenvolupament de projectes comuns com el Pol Europeu de Desenvolupament a l'àrea transfronterera de Longwy a França, Rodange a Luxemburg i Athus a Bèlgica.
El centre europeu situat entre els rius Sarre, Mosel·la i Mosa presenta el més gran nombre i densitat dels treballadors transfronterers de la Unió Europea. Més de la meitat d'ells provenen de Lorena i quasi tres quartes parts (73.4%) de Luxemburg. Luxemburg i el Sarre tots dos tenen una xarxa de fluix de treballadors transfronterers. Tanmateix, el de Luxemburg està constantment en creixement, mentre que la del Sarre està disminuint contínuament. Lorena ofereix el més gran nombre de treballadors de les regions veïnes (89.478 el 2009).

## Cultura
El 2007 Luxemburg i la Gran Regió van ser designats per la Unió Europea per ser la Capital Europea de la Cultura per un període d'un any, durant el qual van tenir l'oportunitat de mostrar el desenvolupament i la seva vida cultural. Pels seus temes focals, les subregions van ser seleccionades: 
- Luxemburg: Migració;
- Renània-Palatinat: personalitats europees importants;
- Saarland: indústria com a patrimoni cultural;
- Lorena: iultura i memòria;
- Valònia: iormes modernes d'expressió.

L'Espai Cultural Gran Región va ser una associació creada el 2007, mentre que la Gran Regió era Capital Europea de la Cultura. Aquesta associació és un projecte cofinançat pels Fons Europeus de Desenvolupament Regional, en el marc del programa INTERREG IV A Gran Regió. Els seus objectius són la recerca i conservació de la cooperació cultural transfronterera. Les principals activitats de l'associació són les de atreu a les autoritats culturals de la Gran regió i junts definir un programa de treball comú. Aquest programa de treball té els següents temes clau: 
- reflexionar sobre les estratègies de la política cultural a la Gran Regió;
- desenvolupar i portar a terme projectes culturals transfronterers;
- desenvolupar xarxes de competències professionals;
- fomentar la mobilitat a la Gran Regió;
- construir ponts que uneixin la cultura a l'educació i altres camps.